# Thelocactinae
Thelocactinae es un subtribu de la familia  de las cactáceas.

## Géneros
- Ariocarpus
- Leuchtenbergia
- Obregonia